# Conradus Ruprecht II

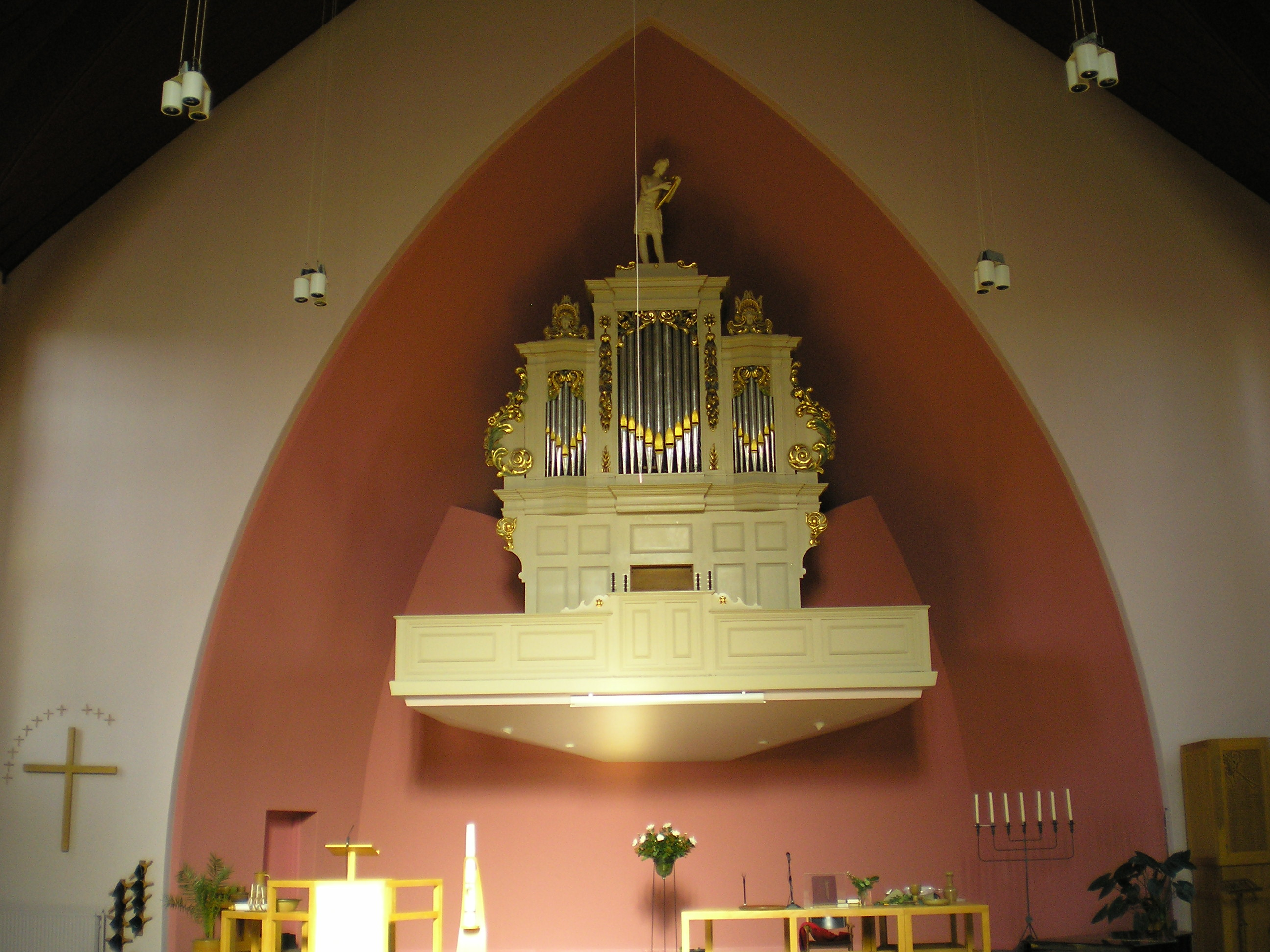
Het enige nog in werking zijnde Ruprecht-orgel in de Tuindorpkerk te Utrecht. Latere uitbreidingen zijn verwijderd en het is grotendeels terug in de oorspronkelijke staat.

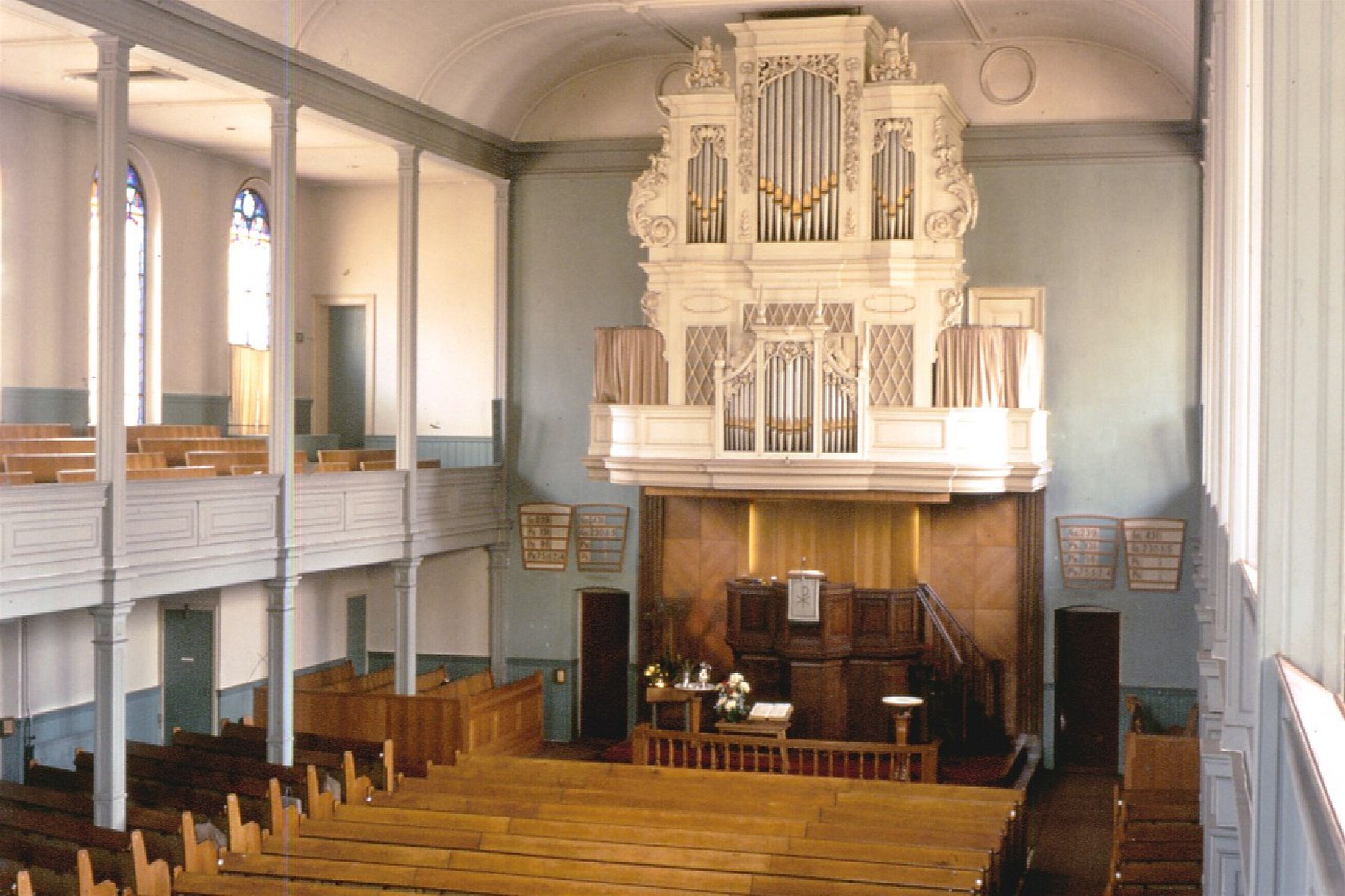
Hetzelfde orgel zoals het van 1891 tot 1983 stond in de voormalige Oosterkerk, Maliebaan 53 te Utrecht.

Conradus Ruprecht II (Anholt, Westfalen, ± 1672 - ?), was een uit Duitsland afkomstige orgelbouwer, die in de late 17e en vroege 18e eeuw in Nederland werkte.

## Leven en werk
Het eerste orgel dat door Conrad Ruprecht werd gebouwd, werd waarschijnlijk geleverd op 30 juni 1697, toen hij 25 jaar oud was.
In 1704 verkreeg Ruprecht het burgerrecht van Roermond en bouwde daar onder andere een pijporgel voor het garnizoen. Tussen 1704 en 1715 bouwde hij ook een kerkorgel voor het Minderbroedersklooster in Roermond. Dit orgel werd in 1822 overgebracht naar de Munsterkerk in dezelfde stad en stond vanaf 1891 in de Oosterkerk aan de Maliebaan in Utrecht. Bij de sloop van die kerk werd het instrument in 1985 overgebracht naar de Tuindorpkerk in Utrecht, gelegen aan de Professor Suringarlaan 1. Ernst Leeflang paste de ombouw aan vanwege de beperkte ruimte in deze kerk. Hierdoor werd het orgel teruggebracht naar zijn oorspronkelijke omvang zoals het in 1822 in de Munsterkerk in Roermond was. Dit orgel, het enige overgebleven en nog werkende orgel dat door Ruprecht is gebouwd, is een rijksmonument. Het instrument heeft 28 registers verdeeld over het hoofdwerk (14), borstwerk (10) en vrij pedaal (4). In 2000 werd bij een algehele restauratie door de orgelfirma Verschueren het vrij pedaal toegevoegd.
Naast het bouwen van nieuwe orgels was Ruprecht ook actief in restauratiewerkzaamheden, zoals bij de orgels van de Sint-Petrusbasiliek in Boxmeer en de Nederlands Hervormde kerk in Zevenaar.
Jürgen Ahrend · Johann Bätz · Heinrich Andreas Contius · Familie Gilman · Friedrich Fleiter · Carl Frei · Heinrich Hermann Freytag · Joseph Gabler · Rudolf Garrels · Gottfried Silbermann · Gerhard Grenzing · Albertus Antoni Hinsz · Bartelt Immer · Hans Henny Jahnn · Ludwig König · Hinrich Just Müller · Christian Müller · Carl Friedrich August Naber · Paul Peuerl · Georg Heinrich Quellhorst · Joachim Richborn · Arnold Rohlfs · Conradus Ruprecht II · A. Ruth und Sohn · Wilhelm Rütter · Arp Schnitger · Hans Wolff Schonat · Ernst Seifert · Andreas Silbermann · Friedrich Stellwagen · Johannes Stephanus Strümphler · Hans Suys · Johannes Wilhelmus Timpe · Welte-Mignon · Johann Friedrich Wenthin · Christian Gottlieb Friedrich Witte
Adema · Gebroeders Van der Aa · Jacobus Armbrost · Bakker & Timmenga · Johann Bätz · Jonathan Bätz · Joseph Binvignat · Sander Booij · Martin Butter · Van Dam · Matthijs van Deventer · Geert Pieters Dik · Johannes Duyschot · Roelof Barentszn Duyschot · Bernhardt Edskes · Marten Eertman · Gerardus Elberink · Elbertse · Antoon van Elen · Flentrop · Dirk Flentrop · Heinrich Hermann Freytag · Rudolf Garrels · Justus Geerkens · Pieter Geerkens · Gradussen · Albertus van Gruisen · Willem van Gruisen · Nicolaas van Hagen · Willem Hardorff · Hendrik Hermanus Hess · Jan van den Heuvel · Jan Adolf Hillebrand · Albertus Antoni Hinsz · Bernard Petrus van Hirtum · Nicolaas van Hirtum · Cornelis Hoornbeek · Klop Orgels & Klavecimbels · Hermanus Knipscheer · Johan Frederik Kruse · Ernst Leeflang · Lohman · Jan van Loo · Michaël Maarschalkerweerd · Pieter Maarschalkerweerd · Abraham Meere · Roelf Meijer · Michaël Mercator · Carl Friedrich August Naber · Familie Niehoff · Cornelis van Oeckelen · Petrus van Oeckelen · Detlef Onderhorst · Pels & Van Leeuwen · Pereboom & Leijser · Elbert Pluer · Radersma · Joachim Reichner  · Reil · Cornelis Rogier · Mense Ruiter · Conradus Ruprecht II · Hans Wolff Schonat · Franciscus Cornelius Smits · Frans Casper Snitger · Johannes Stephanus Strümphler · Johannes Wilhelmus Timpe · Valckx & Van Kouteren · Kam & Van der Meulen · Henk Veeningen · Matthijs Verhofstadt · Vermeulen · Verschueren · Johannes Vollebregt · Jacobus Vollebregt · Van Vulpen · Christian Gottlieb Friedrich Witte · Johan Frederik Witte · Lodewijk Ypma · Jacobus Zeemans
Zuid-Nederlands orgelbouwer (voor 1830)